# Acacesia hamata
Acacesia hamata är en spindelart som först beskrevs av Nicholas Marcellus Hentz 1847.  Acacesia hamata ingår i släktet Acacesia och familjen hjulspindlar. Inga underarter finns listade i Catalogue of Life.